# غوان ضافر
غوان ضافر (الاسم العلمي: Aburria aburri) هو نوع من الطيور يتبع جنس الغوان أبوريا من فصيلة القرازية.